# San Francisco (Puerto de la Cruz)

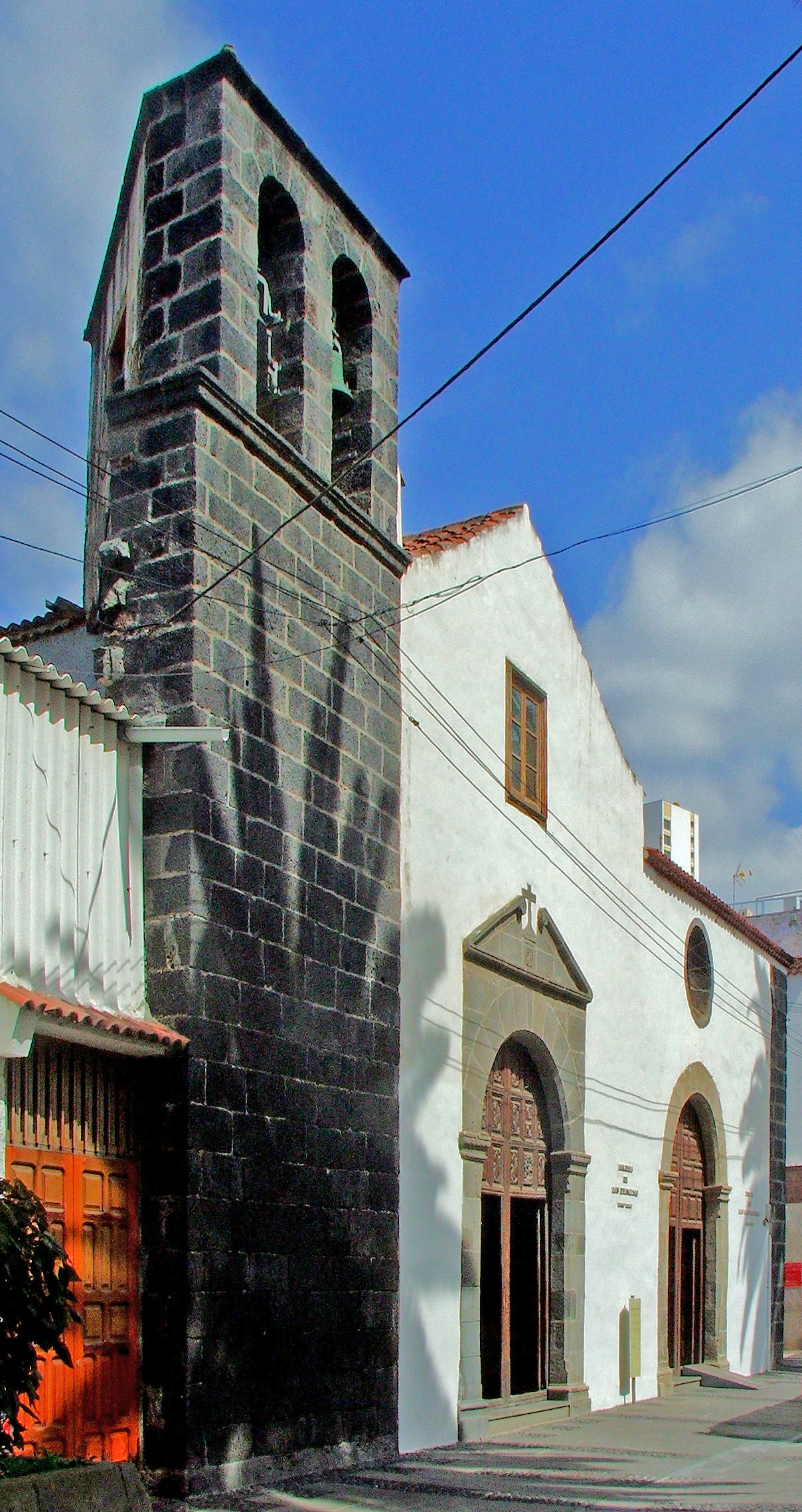
Kirche San Francisco

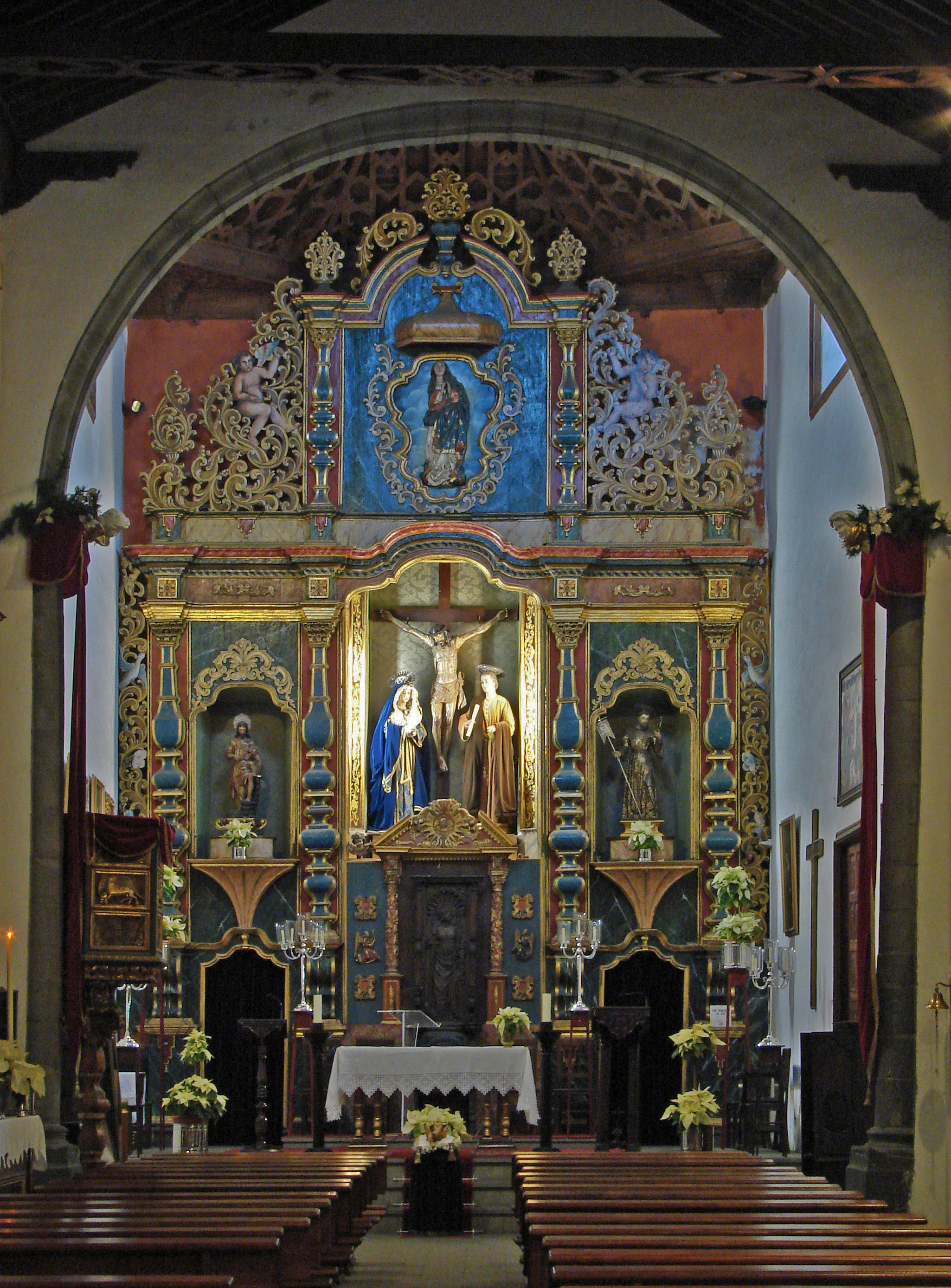
Hauptaltar der Kirche San Francisco

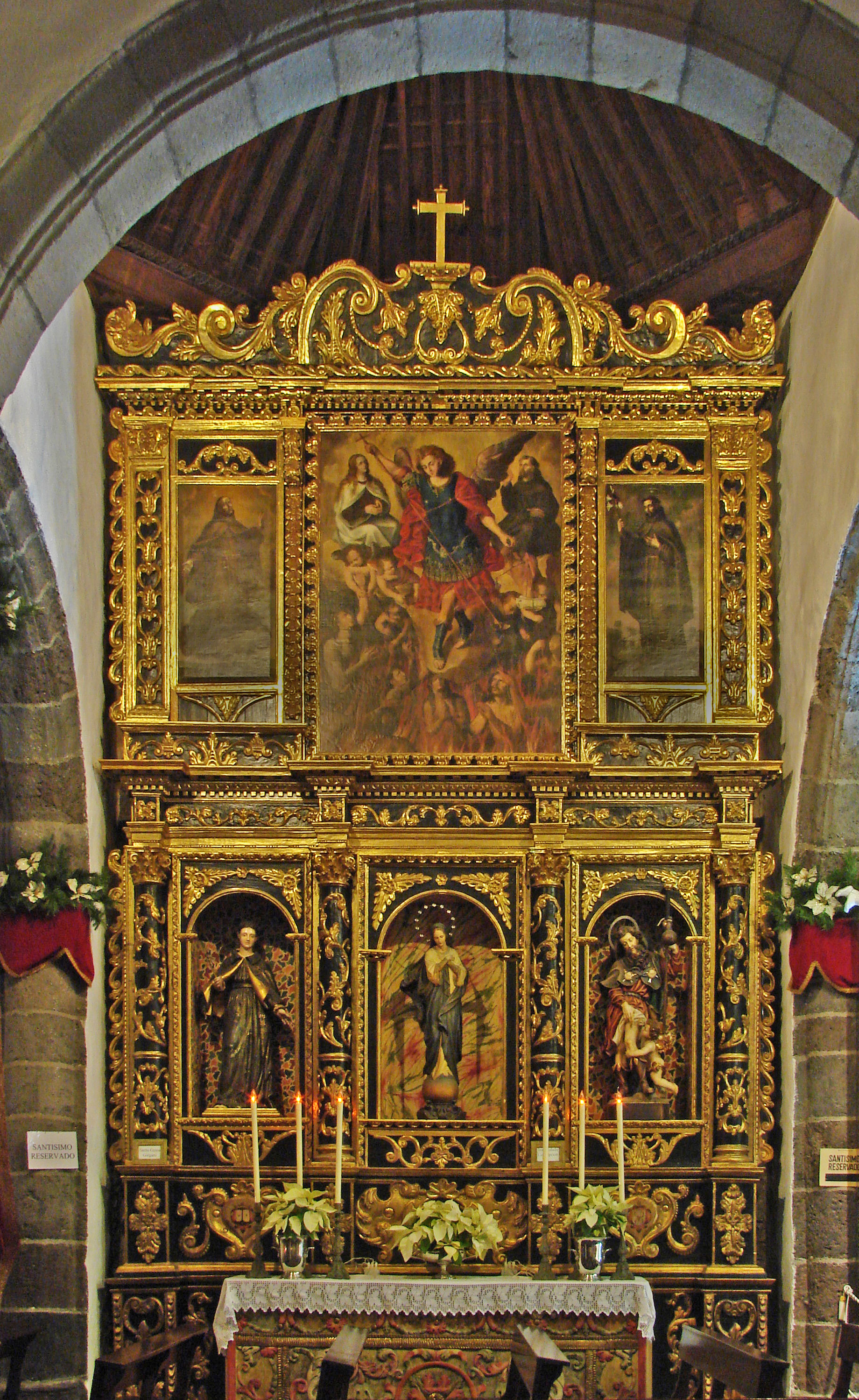
Altar der Familie Nieves Ravelo

Die Kirche San Francisco (Iglesia de San Francisco) im Zentrum von Puerto de la Cruz auf der Insel Teneriffa, war die Kirche des im 19. Jahrhundert aufgelösten Franziskanerklosters.

## Geschichte
Im Jahr 1599 ließ der Kaufmann und Steuereinnehmer Don Juan de Texera in der Nähe des Hafens eine San Juan Bautista-Kapelle bauen, die er 1609 dem Franziskanerorden übergab, damit dieser ein Vikariat mit zwei oder drei Geistlichen zur geistlichen Versorgung der 40–50 Einwohner einrichten könnte. Die Kirche sollte unter der Obhut der Gemeinde von La Orotava stehen, die selbst keinen Geistlichen entsenden konnte. Im Laufe der Zeit wurde neben der ursprünglichen Kapelle das heutige Hauptschiff gebaut. Im Jahr 1670 wurde die Kapelle de las Llagas und im 18. Jahrhundert die Kapelle de las Ánimas errichtet. Im Rahmen der Desamortisation in Spanien wurde im Jahr 1836 das Kloster aufgehoben. Die in den Jahren 1830 und 1832 restaurierte Kirche wurde weiter zu Gottesdienstzwecken verwendet. Als im Jahr 1967 das Klostergebäude durch einen Brand zerstört wurde, erlitt die Kirche nur geringe Beschädigungen. Die Stadtverwaltung von Puerto de la Cruz ließ die Kirche unter Denkmalschutz stellen. Die Conserjería de Cultura der Regierung der Kanarischen Inseln veranlasste eine gründliche Renovierung. In der Kirche werden auch Gottesdienste ausländischer Kirchengemeinden abgehalten.

## Das Gebäude der Kirche

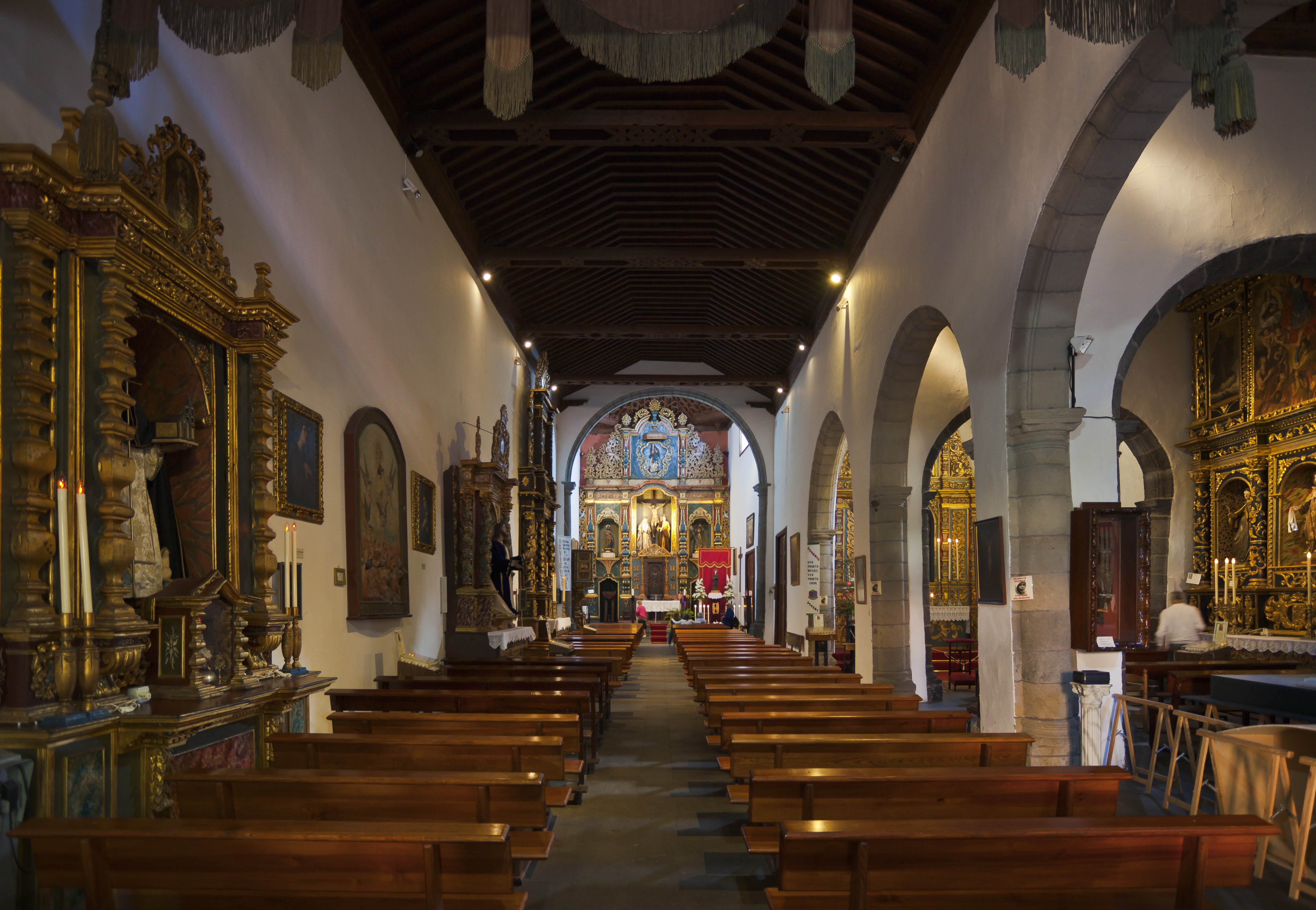
Überblick der Kirche von innen.

Auf der Nordseite ragt ein Turm mit einem dreieckigen Grundriss, dessen Mauer auf der Fassadenseite aus Hausteinen errichtet wurde, über die Fassade hinaus. Der Turm hat auf der Fassadenseite zwei Öffnungen mit halbkreisförmigem Abschluss, in denen Glocken hängen. Während der Eingang zur früheren Kapelle San Juan mit einem einfachen Rundbogen abschließt, schließt sich bei dem Eingang zum Hauptschiff ein Sprenggiebel an, in dessen Mitte sich ein Kreuz befindet. Über den Eingängen befinden sich ein Eckiges bzw. ein rundes Fenster.
Das Gebäude besteht aus einem Hauptschiff, das in einen durch einen Halbkreisbogen abgetrennten Altarraum übergeht und auf der Südseite vier Kapellen die vom Hauptschiff durch Halbkreisbogen, im älteren Teil durch Korbbogen abgetrennt werden. Die Dachfirste der ersten drei Kapellen verlaufen quer zur Richtung des Hauptschiffs. Der First der vierten Kapelle verläuft parallel zur Richtung des Hauptschiffs. Diese Kapelle hat die Wirkung eines verkürzten Seitenschiffs. Das Hauptschiff wird durch ein Satteldach abgeschlossen. Die Kapellen besitzen jeweils ein Walmdach. Die Decken sind von innen mit Kassetten im Mudéjarstil verkleidet.

## Die Einrichtung der Kirche
Der Hauptaltar zeigt in der unteren Ebene zwei Durchgangsöffnungen. Die mittlere Ebene weist drei Nischen auf. In der linken Nische befindet sich eine Figur des Juan Bautista, des Schutzpatrons der ersten Kapelle. Die farbig gefasste Figur wird dem, zu Beginn des 17. Jahrhunderts in Sevilla tätig gewordenen Meister Andrés de Ocampo zugeschrieben.
In der Mitte befindet sich eine Kreuzigungsgruppe in deren Zentrum die Figur des Cristo del la misericordia steht, die der aus La Laguna stammende Bildhauer Domingo Pérez Dónis vor 1645 geschaffen hat. Das Kreuz ist in einer Nische umgeben von einer Dolorosa des Bildhauers Francisco Liza und einem San Juan Evangelista des Bildhauers Mengual.
In der rechten Nische befindet sich die Figur eines San Francisco. Es handelt sich um eine Arbeit, die ein unbekannter kanarischer Künstler um das Jahr 1700 geschaffen hat.
In der oberen Ebene, im Abschluss, befindet sich das Relief einer Mariendarstellung unter einem Baldachin.
An der Kopfseite des rechten Seitenschiffs steht ein Nischen-Altar der mit verschiedenen geschnitzten und vergoldeten pflanzlichen Mustern verziert ist. Das Bild in der oberen Ebene zeigt die Heiligen San Juan Bautista und San Nicolás de Bari. In der Nische in der unteren Ebene befindet sich eine sitzende Christusfigur, Señor de la Humildad y Paciencia, das ein unbekannter Künstler vor dem Jahr 1652 geschaffen hat. Es dürfte aus einer Werkstatt in Garachico stammen, die zu dieser Zeit tätig war.
In der Kapelle der Ánimas befindet sich ein Altar, der von der Familie Nieves Ravelo gespendet wurde. Der Autor war ein Künstler in der Nachfolge des Antonio Alvarez, von dem man weiß, dass er nach 1669 tätig war. Der Altar besteht aus zwei Ebenen. In der oberen Ebene befinden sich drei Gemälde. In der Mitte Las Ánimas del Purgatorio, links ein San Francisco de Asís und rechts ein San Pedro de Alcántara, die Bilder werden einem Maler des 17. Jahrhunderts, Jacobo Machado Fiesco aus La Laguna zugeschrieben. In der unteren Ebene befinden sich drei Figuren in drei Nischen. Links eine Santa Gema de Calgani, in der Mitte eine Inmaculada Concepción und rechts ein Santiago.
Im Hauptschiff befinden sich auf der linken Seite drei weitere Altäre. Der Altar des Santo Domingo enthält in einer Nische die Figur des Heiligen und zeigt in der Krone das Bild einer Mariengestalt. Der Altar des Santísimo Cristo del Huerto besitzt auch nur eine Nische mit der Figur, die dem Altar den Namen gab. Der dritte Altar zeigt in der oberen Ebene die Reliefdarstellung einer Anunciación und in der unteren Ebene eine Figur Corazón de María.